# Halterofília als Jocs Olímpics d'estiu de 1932
Als Jocs Olímpics d'Estiu de 1932 celebrats a la ciutat de Los Angeles (Estats Units) es disputaren cinc proves d'halterofília, totes elles en categoria masculina, el dia 30 de juliol de 1932.

## Comitès participants
Un total de 28 halters de 8 nacions diferents prenen part als Jocs de Los Angeles:
| - Alemanya (4) - Argentina (1) - Àustria (2) - Dinamarca (1) | - Estats Units (10) - França (4) - Itàlia (4) - Txecoslovàquia (2) |

## Resum de medalles
| Prova                            | Or              | Plata            | Bronze             |
| Pes ploma – 60 kg detalls        | Raymond Suvigny | Hans Wölpert     | Anthony Terlazzo   |
| Pes lleuger – 67.5 kg detalls    | René Duverger   | Hans Haas        | Gastone Pierini    |
| Pes mitjà – 75 kg detalls        | Rudolf Ismayr   | Carlo Galimberti | Karl Hipfinger     |
| Pes semipesant – 82,5 kg detalls | Louis Hostin    | Svend Olsen      | Henry Duey         |
| Pes pesant + 82,5 kg detalls     | Jaroslav Skobla | Václav Pšenička  | Josef Strassberger |

## Medaller
| Posició | País           | Or | Argent | Bronze | Total |
| 1       | França         | 3  | 0      | 0      | 3     |
| 2       | Alemanya       | 1  | 1      | 1      | 3     |
| 3       | Txecoslovàquia | 1  | 1      | 0      | 2     |
| 4       | Àustria        | 0  | 1      | 1      | 2     |
| 4       | Itàlia         | 0  | 1      | 1      | 2     |
| 6       | Dinamarca      | 0  | 1      | 0      | 1     |
| 7       | Estats Units   | 0  | 0      | 2      | 2     |